# Станция Лужесно (Витебский район)
Станция Лу́жесно (бел. Ста́нцыя Лу́жасна) — деревня и железнодорожная станция в Витебском районе Витебской области Республики Беларусь. В составе Мазоловского сельсовета.

## География
В деревне расположена железнодорожная станция Лужесно.
Пролегает дорога Р115.
Ближайшие населённые пункты Дейки, Дутчино, Лужесно и др.

## История
До 22 декабря 1960 года деревня входила в состав Бителёвского сельсовета.

## Население

### Численность
- 2019 год — 55 человек

### Динамика
- 1999 год — 98 человек (перепись населения)
- 2009 год — 81 человек (перепись населения)[4]
- 2019 год — 55 человек (перепись населения)

## Достопримечательность

### Памятник, скульптура
- Памятник Герою Советского Союза Михаилу Фёдоровичу Сильницкому. Железнодорожная станция Лужесно. На перекрестке дорог Витебск — Санкт-Петербург, рядом с поворотом на деревню Лужесно.

## Ссылка
- Витебский райисполком.